# Épineu-le-Chevreuil
Épineu-le-Chevreuil là một xã thuộc tỉnh Sarthe trong vùng Pays-de-la-Loire tây bắc nước Pháp. Xã này nằm ở khu vực có độ cao từ 72-161 mét trên mực nước biển. Xã này có diện tích km2, dân số năm 2006 là người.
Sông Vègre chảy theo hướng tây nam qua phía đông thị.